# Grand Prix Formule 1 van Spanje 1991

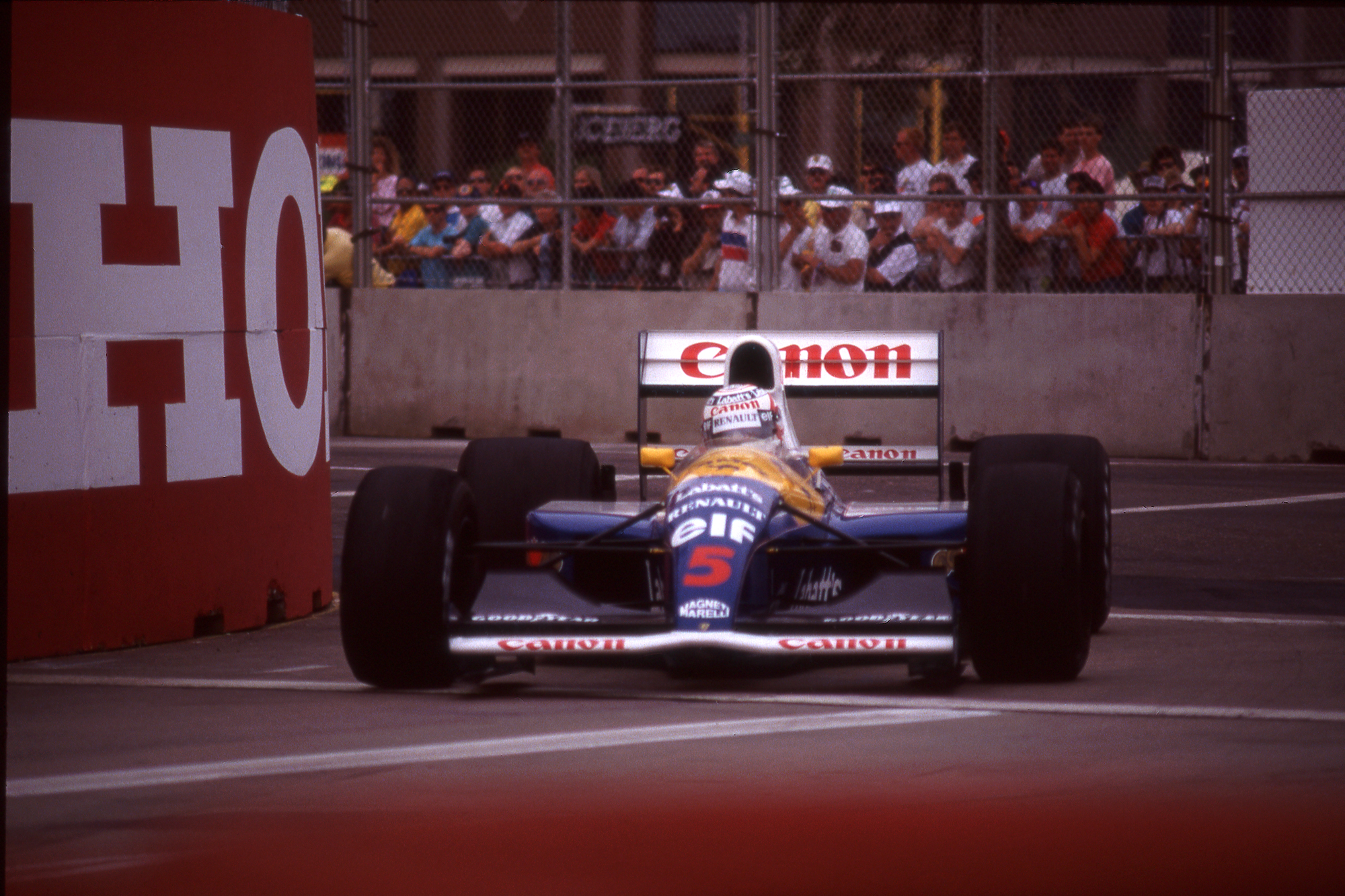
Nigel Mansell, hier in actie in de straten van Phoenix eerder dit jaar, was in Spanje ongenaakbaar, ondanks een vrijdag ervoor bij een partijtje voetbal opgelopen verstuikte enkel. Het was op het circuit van Catalunya alweer de vijfde overwinning van het seizoen voor de Brit.

De Grand Prix Formule 1 van Spanje 1991 werd gehouden op 29 september 1991 op het Circuit de Catalunya.

## Uitslag
| Positie | Nummer | Rijder             | Team                          | Ronden | Tijd/Opgave         | Startplaats | Punten |
| ------- | ------ | ------------------ | ----------------------------- | ------ | ------------------- | ----------- | ------ |
| 1       | 5      | Nigel Mansell      | Williams-Renault              | 65     | 1:38:41.541         | 2           | 10     |
| 2       | 27     | Alain Prost        | Ferrari                       | 65     | + 11.331            | 6           | 6      |
| 3       | 6      | Riccardo Patrese   | Williams-Renault              | 65     | + 15.909            | 4           | 4      |
| 4       | 28     | Jean Alesi         | Ferrari                       | 65     | + 22.772            | 7           | 3      |
| 5       | 1      | Ayrton Senna       | McLaren-Honda                 | 65     | + 1:02.402          | 3           | 2      |
| 6       | 19     | Michael Schumacher | Benetton-Ford                 | 65     | + 1:19.468          | 5           | 1      |
| 7       | 15     | Mauricio Gugelmin  | Leyton House-Ilmor            | 64     | + 1 Ronde           | 13          |        |
| 8       | 22     | Jyrki Järvilehto   | Dallara-Judd                  | 64     | + 1 Ronde           | 15          |        |
| 9       | 32     | Alessandro Zanardi | Jordan-Ford                   | 64     | + 1 Ronde           | 20          |        |
| 10      | 7      | Martin Brundle     | Brabham-Yamaha                | 63     | + 2 Rondes          | 11          |        |
| 11      | 20     | Nelson Piquet      | Benetton-Ford                 | 63     | + 2 Rondes          | 10          |        |
| 12      | 14     | Gabriele Tarquini  | Fondmetal-Ford                | 63     | + 2 Rondes          | 22          |        |
| 13      | 23     | Pierluigi Martini  | Minardi-Ferrari               | 63     | + 2 Rondes          | 19          |        |
| 14      | 24     | Gianni Morbidelli  | Minardi-Ferrari               | 62     | Botsing             | 16          |        |
| 15      | 21     | Emanuele Pirro     | Dallara-Judd                  | 62     | + 3 Rondes          | 9           |        |
| 16      | 4      | Stefano Modena     | Tyrrell-Honda                 | 62     | + 3 Rondes          | 14          |        |
| 17      | 3      | Satoru Nakajima    | Tyrrell-Honda                 | 62     | + 3 Rondes          | 18          |        |
| NF      | 8      | Mark Blundell      | Brabham-Yamaha                | 49     | Motor               | 12          |        |
| NF      | 26     | Érik Comas         | Ligier-Lamborghini            | 36     | Elektrisch probleem | 25          |        |
| NF      | 2      | Gerhard Berger     | McLaren-Honda                 | 33     | Elektrisch probleem | 1           |        |
| NF      | 9      | Michele Alboreto   | Arrows-Ford                   | 23     | Motor               | 24          |        |
| NF      | 33     | Andrea de Cesaris  | Jordan-Ford                   | 22     | Elektrisch probleem | 17          |        |
| NF      | 11     | Mika Häkkinen      | Lotus-Judd                    | 5      | Spin                | 21          |        |
| NF      | 16     | Ivan Capelli       | Leyton House-Ilmor            | 1      | Botsing             | 8           |        |
| NF      | 29     | Eric Bernard       | Lola-Ford                     | 0      | Botsing             | 23          |        |
| NF      | 25     | Thierry Boutsen    | Ligier-Lamborghini            | 0      | Botsing             | 26          |        |
| NQ      | 30     | Aguri Suzuki       | Lola-Ford                     |        |                     |             |        |
| NQ      | 34     | Nicola Larini      | Modena Lamborgini-Lamborghini |        |                     |             |        |
| NQ      | 12     | Michael Bartels    | Lotus-Judd                    |        |                     |             |        |
| NQ      | 35     | Eric van de Poele  | Modena Lamborgini-Lamborghini |        |                     |             |        |
| PQ      | 10     | Alex Caffi         | Arrows-Ford                   |        |                     |             |        |
| PQ      | 18     | Fabrizio Barbazza  | AGS-Ford                      |        |                     |             |        |
| PQ      | 17     | Olivier Grouillard | AGS-Ford                      |        |                     |             |        |

## Wetenswaardigheden
- Alessandro Zanardi viel in voor Roberto Moreno en maakte zijn debuut.
- Olivier Grouillard wisselde van team met Gabriele Tarquini. Tarquini ging naar Fondmetal, Grouillard naar AGS-Ford.

## Statistieken
| Pole-position | Gerhard Berger   | McLaren-Honda    | 1:18.751 |
| Snelste ronde | Riccardo Patrese | Williams-Renault | 1:22.837 |

## Noot
- Dit was het debuut van de Italiaanse coureur en paralympisch gouden medaillewinnaar Alessandro Zanardi.
- Tiende snelste ronde en de 25ste podiumplaats voor Riccardo Patrese.

1913 · 1923 · 1926 · 1927 · 1933 · 1934 · 1935 · 1951 · 1954 · 1967 · 1968 · 1969 · 1970 · 1971 · 1972 · 1973 · 1974 · 1975 · 1976 · 1977 · 1978 · 1979 · 1980 · 1981 · 1986 · 1987 · 1988 · 1989 · 1990 · 1991 · 1992 · 1993 · 1994 · 1995 · 1996 · 1997 · 1998 · 1999 · 2000 · 2001 · 2002 · 2003 · 2004 · 2005 · 2006 · 2007 · 2008 · 2009 · 2010 · 2011 · 2012 · 2013 · 2014 · 2015 · 2016 · 2017 · 2018 · 2019 · 2020 · 2021 · 2022 · 2023 · 2024 · 2025 · 2026